# Arie Bijl
Arie Bijl (Maassluis, 23 december 1908 – Hamburg-Neuengamme, 2 januari 1945) was een Nederlandse theoretisch natuurkundige en verzetsman.
Arie Bijl was het jongste kind van Simon Bijl (1869-1951), eigenaar van een melkfabriek, en Willemijntje van der Lelij (1873-1944). Omdat men in het gezin Bijl oog had voor de uitzonderlijke begaafdheid van Arie en zijn oudere broer Jaap (die pedagoog werd), droegen niet alleen de ouders, maar ook de andere kinderen in het gezin financieel bij aan de studie van de twee broers. Arie Bijl studeerde wis- en natuurkunde aan de Leidse universiteit en promoveerde daar op 28 april 1938 bij Hendrik Kramers op het proefschrift Discontinuities in the energy and specific heat.
Na zijn promotie bleef hij verbonden aan de Universiteit Leiden en deed onder meer onderzoek aan vloeibaar helium. Een publicatie van hem in 1940 leidde ertoe dat een door hem ontwikkelde golffunctie nu bekendstaat als de Bijl-Dingle-Jastrow golffunctie die nog steeds wordt gebruikt. Ook het Bijl-Feynman spectrum en de Bijl-Jastrow factor zijn naar hem genoemd.
In de crisisjaren was Arie Bijl lid van een groepje wetenschappers rondom de latere Nobelprijswinnaar Jan Tinbergen. De reden was dat Tinbergen natuurkundige principes wilde toepassen op economische problemen. Bijl correspondeerde over economie met Albert Einstein en schreef het boek Werkgelegenheidspolitiek: ordening in een vrije economie dat met een voorwoord van Tinbergen in 1953 postuum werd uitgegeven bij De Arbeiderspers.

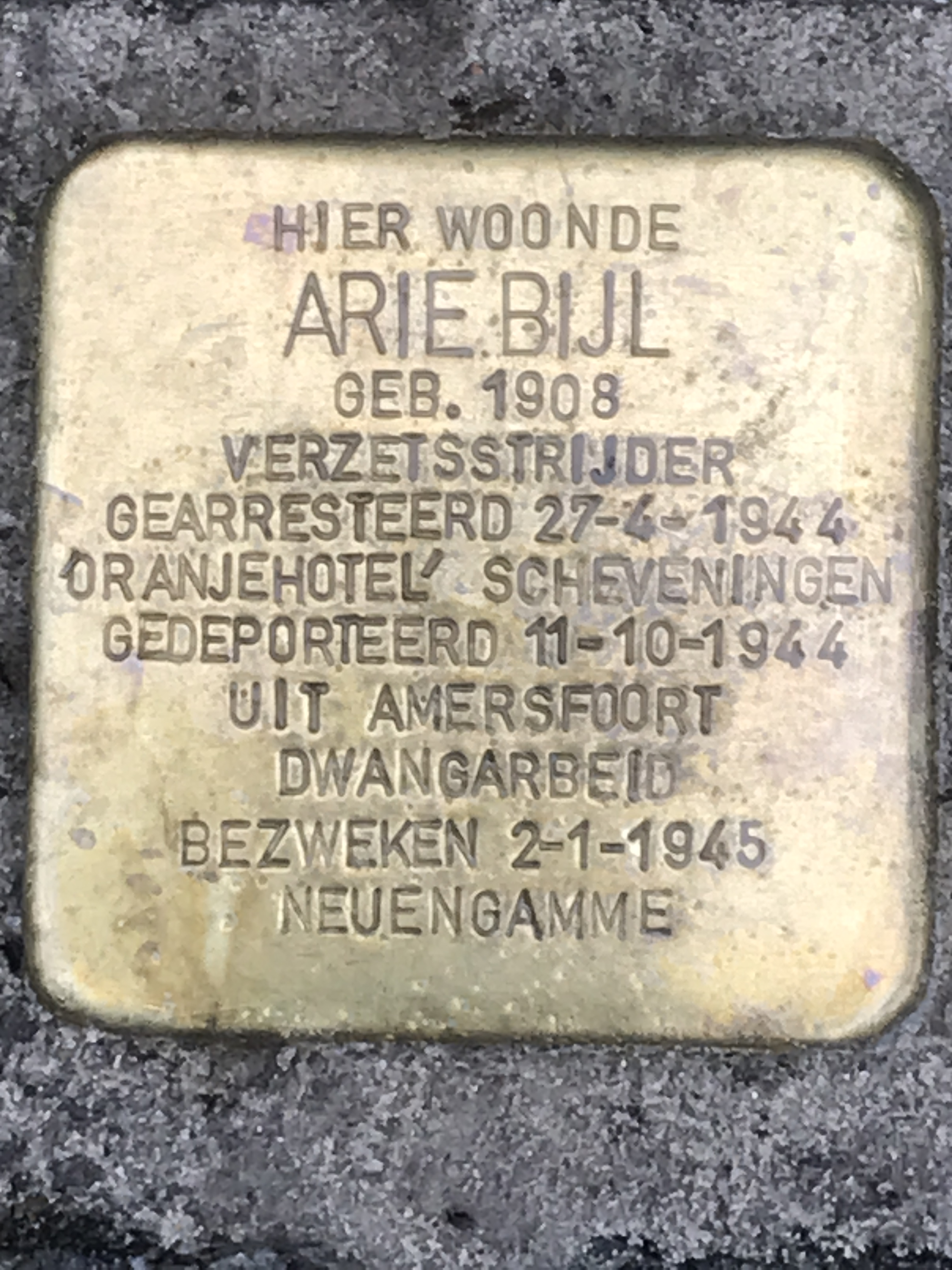
Stolperstein voor het huis van Arie Bijl, Emmalaan 32 in Oegstgeest

In de Tweede Wereldoorlog hield hij vervolgde mede-natuurkundigen uit Oost-Europa, waaronder de Poolse jood Julius Podolanski (1905-1955), verborgen in zijn molen "De Kameraad" in Nederhorst den Berg. Dit was de Tweede Kortenhoefse Molen. Deze molen brandde af door onvoorzichtigheid van een van de onderduikers.
Op 7 januari 1944 trouwde hij in Oegstgeest met Agnes Beket. In hetzelfde jaar kwamen de Duitsers hem op het spoor doordat een lid van het verzet bij een controle een lijst met namen bij zich had. Arie Bijl werd via Scheveningen overgebracht naar Kamp Amersfoort en vandaar naar het concentratiekamp Neuengamme bij Hamburg waar hij op 14 oktober 1944 aankwam. Door de extreem slechte omstandigheden in het kamp overleed hij al na ruim twee maanden, volgens de kampadministratie aan een maag-darmcatarre.

## Trivia
In Oegstgeest is een straat naar hem genoemd, de Arie Bijlhof.